# Bogislaw von Ciesielski
Friedrich Wilhelm Bogislaw von Ciesielski (* 12. Januar 1801 in Mühlhausen; † 9. Januar 1872 in Düsseldorf) war ein preußischer General der Infanterie.

## Leben

### Herkunft
Bogislaw war der Sohn des preußischen Kapitäns Otto Friedrich von Ciesielski (1758–1805) und dessen Ehefrau Caroline Friederike, geborene Reich.

### Militärkarriere
Nach dem Besuch des Berliner Kadettenhauses trat Ciesielski am 5. Mai 1818 als Sekondeleutnant in das 1. Infanterie-Regiment der Preußischen Armee ein. Von 1821 bis 1824 war er zur weiteren Ausbildung an die Allgemeine Kriegsschule kommandiert. Im Anschluss fungierte er als Lehrer in der Divisionsschule der 1. Division. 1827 wurde Ciesielski zum topographischen Büro in Berlin und ein Jahr später wieder als Lehrer an die Divisionsschule kommandiert. Er stieg Ende November 1831 zum Premierleutnant auf und wurde 1835 zum Lehr-Infanterie-Bataillon kommandiert. Am 27. November 1837 kam er dann als Kapitän und Kompaniechef wieder in das 1. Infanterie-Regiment. Mit Patent vom 13. Mai 1834 folgte am 22. April 1841 seine Versetzung in das 5. Infanterie-Regiment. Zugleich war Ciesielski ab dem 18. September 1842 auch als Direktor der Divisionsschule der 2. Division tätig. In dieser Eigenschaft wurde er am 20. November 1845 zum Major befördert und am 27. März 1847 zum Kommandeur des III. Bataillons im 3. Landwehr-Infanterie-Regiments ernannt. 1849 nahm Ciesielski am Feldzug in Baden teil. Am 11. November 1851 kam er als Kommandeur des Füsilier-Bataillons in das 11. Infanterie-Regiment und stieg Ende März 1852 zum Oberstleutnant auf. Am 4. Mai 1854 wurde er Kommandeur des 17. Infanterie-Regiment und avancierte Mitte Juli 1854 zum Oberst. Daran schloss sich ab dem 7. Mai 1857 eine Verwendung als Kommandeur der 27. Infanterie-Brigade in Düsseldorf an. In dieser Stellung wurde Ciesielski am 13. Juni 1857 à la suite seines bisherigen Regiments gestellt und am 22. Mai 1858 zum Generalmajor befördert. Am 13. Mai 1861 beauftragte man ihn zunächst mit der Führung der 9. Division in Glogau, ernannte ihn am 24. Juni 1861 zum Divisionskommandeur und beförderte ihn am 18. Oktober 1861 zum Generalleutnant. In gleicher Eigenschaft war Ciesielski vom 15. April 1862 bis zum 10. November 1862 Kommandeur der 7. Division (Deutsches Kaiserreich). Anschließend wurde Ciesielski unter Verleihung des Sterns zum Roten Adlerordens mit Pension zur Disposition gestellt.
Während der Mobilmachung anlässlich des Deutschen Krieg un des Krieges gegen Frankreich war Ciesielski Kommandierender General des stellvertretenden Generalkommandos des VII. Armee-Korps. Am 3. Januar 1867 verleih ihm König Wilhelm I. den Charakter als General der Infanterie und am 13. Oktober 1871 den Kronenorden I. Klasse mit dem Emailleband des Roten Adlerordens I. Klasse mit Eichenlaub. Er starb wenig später am 9. Januar 1872 in Düsseldorf.

### Familie
Ciesielski heiratete am 2. Juli 1828 in Königsberg Agnes Mathilde Leopoldine Boretius (1802–1873), eine Tochter des Feldpredigers und Pfarrers Johann Mathias Boretius. Das Paar hatte keine eigenen Kinder. Es adoptiert aber ihre Nichte Agnes Auguste Friederike Boretius (1837–1872), diese heiratete am 27. April 1863 den Hauptmann August Scholten, der am 16. August 1870 bei Mars la Tour fiel.